# New York Call
El New York Call fue un periódico diario socialista que apareció en Nueva York entre 1908 y 1923. Fue el segundo de tres diarios en idioma inglés afiliados al Partido Socialista de América, después del Chicago Daily Socialist (1906-1912) y antes del Milwaukee Leader (1911-1938).
Fue fundado por Theresa Serber Malkiel y su esposo, Leon A. Malkiel.